# Emil Rudolf Gass
Emil Rudolf Gass (Emil Rudolf Gaß) (Basilea, 2 d'abril de 1882 - ?) fou un futbolista suís de la dècada de 1900.

## Trajectòria
Provenia de la ciutat de Basilea (Suïssa). Era un comerciant, que fou inscrit al Consolat Suís de Barcelona l'any 1903. Va viure uns mesos a la ciutat de Barcelona durant alguns mesos, aprofitant per jugar al FC Barcelona com a defensa o centrecampista.

## Palmarès
- Copa Barcelona:
  - 1902-03